# Hi-Point (карабін)
Карабіни Hi-Point — серія карабінів пістолетного калібру, вироблених компанією Hi-Point Firearms під набої 9×19 мм Парабелум, .40 S&W, 10mm Auto, .45 ACP, .380 ACP для пістолетів. Карабіни Hi-Point є дешевою зброєю, оскільки виготовлені з використанням полімерів і легованих металів, що дозволяє знизити собівартість виробництва і ціну продажу. Принцип дії — простий, прямий ударний постріл.

## Розробка
Карабін Hi-Point, розроблений під час дії федеральної заборони на штурмову зброю 1994 року, має магазин на десять набоїв, що вставляється в пістолетну рукоятку. Після закінчення терміну дії федеральної заборони на штурмову зброю у 2004 році на ринку з'явилися магазини на 15 та 20 набоїв.
У першому кварталі 2009 року була випущена нова модель карабіна 995 — 995TS, яка відрізняється новим прикладом і відкритим затвором для останнього патрона. Модель TS трохи дорожча за 995 Classic, яку лагідно називають «зброєю планети мавп». Модель 4095 під набій .40 S&W та новітня модель 4595 під набій .45 ACP доступні лише у новій конфігурації TS. Станом на вересень 2010 року моделі 995 Classic та 4095 Classic більше не представлені на сайті Hi-Point.
Станом на листопад 2017 року компанія Hi-Point запустила у виробництво новий карабін під набій 10 мм Auto. Модель 1095TS створена на основі моделі 4595TS і функціонує так само, як і 4595TS, з однорядним магазином на 10 набоїв і телескопічним затвором зі зворотним затвором.
До карабінів Hi-Point доступні різноманітні додаткові аксесуари. Hi-Point виробляє дульне гальмо та лазерну систему для моделей першого покоління. Різні компанії виробляють аксесуари та пристосування для другого покоління 995. Модель 995TS має рейки Пікатінні та покращену конструкцію, що забезпечує більшу універсальність та модульність у порівнянні з моделлю 995 першого покоління.